# Béatrice Bruno
Pour les articles homonymes, voir Bruno.
Vous venez d’apposer le modèle de débat d'admissibilité.
Avant toute chose, veuillez créer la page de débat correspondante en cliquant ici.
- Une fois la page de vote initialisée, rafraîchissez cette page, et le bandeau prendra son aspect définitif.
- Si votre débat d'admissibilité est groupé (le motif et l’argumentation doivent être les mêmes), modifiez cette page pour ajouter au modèle le paramètre « cat » suivi du nom de la page de discussion de l’article pour lequel la page de débat existe déjà (ex. : cat=Discussion:Nom_de_l'autre_article). Ensuite, suivez les nouvelles instructions qui apparaissent.
- Vous pouvez également utiliser le paramètre « type » pour faciliter l’accès aux critères d’admissibilité. Exemple : {{suppression|type=mot-clé}}. Liste des mots-clés existants : fiction, musique, art visuel, fanzine, jeu de société, porno, sportif, association, enseignement, société, site web, route, nombre, (Liste complète ici).

| 1. | Créez la page de débat d'admissibilité.                                                                      | Sauvegardez d’abord la page pour l’initialiser puis indiquez votre motivation.        |
| 2. | Important : ajoutez une entrée dans la section Débat d'admissibilité du jour.                                | Utilisez ce texte : *{{L\|Béatrice Bruno}}                                            |
| 3. | Pensez à informer les contributeurs principaux de la page et les projets associés lorsque cela est possible. | Utilisez ce texte : {{subst:Avertissement débat d'admissibilité\|Béatrice Bruno}}~~~~ |

Béatrice Bruno est une actrice française, née le 12 septembre 1957 à Paris.
Elle est entre autres la voix française de Laura Ingalls dans La Petite Maison dans la prairie.

## Théâtre
- ? : Ubu roi avec Judith Magre et Georges Wilson au TNP
- 1969 : Guerre et paix au café Sneffle de Remo Forlani, mise en scène de Georges Vitaly, théâtre La Bruyère
- 1976 : Le Tube de Françoise Dorin, mise en scène de François Périer, théâtre des Célestins, tournées Herbert-Karsenty
- 1982 : Marie Tudor, mise en scène de Gilles Bouillon, théâtre de l'Athénée Louis-Jouvet

## Filmographie

### Cinéma
- 1979 : Corps à cœur de Paul Vecchiali : Emma
- 1979 : Bastien, Bastienne de Michel Andrieu : Marie
- 1980 : Le Soleil en face de Pierre Kast : Catherine
- 1980 : Ma chérie de Charlotte Dubreuil : Sarah
- 1980 : Cauchemar de Noël Simsolo : Magdalena Schneider
- 1980 : Paris avenue, court-métrage de Magali Cerda
- 1981 : C'est la vie de Paul Vecchiali : Emma
- 1981 : Chambre d'hôtel (Camera d'albergo) de Mario Monicelli
- 1981 : La Chanson du mal-aimé, de Claude Weisz
- 1982 : Guy de Maupassant de Michel Drach
- 1982 : Une histoire dérisoire, court-métrage de Michel Campioli
- 1982 : En haut des marches de Paul Vecchiali
- 1994 : De sueur et de sang de Paul Vecchiali
- 1999 : La Maladie de Sachs de Michel Deville : Angèle Pujade
- 2004 : À vot' bon cœur de Paul Vecchiali : Béatrice
- 2005 : Le Promeneur du Champ-de-Mars de Robert Guédiguian : Thérèse Manicourt
- 2006 : Et plus si aff de Paul Vecchiali
- 2006 : Horezon de Pascale Bodet
- 2006 : Bareback ou la Guerre des sens de Paul Vecchiali : la visiteuse de prison
- 2009 : Humeurs et Rumeurs de Paul Vecchiali : Emma
- 2012 : Complet 6 pièces, court-métrage de Pascale Bodet : Gisèle

### Télévision
- 1969 : Les Enquêtes du commissaire Maigret de René Lucot, épisode : L'Ombre chinoise : la fille de la concierge
- 1970 : De la belle ouvrage, téléfilm de Maurice Failevic : la petite fille invitée à l'anniversaire
- 1981 : L'Homme de Hambourg, téléfilm de Jean-Roger Cadet : Véronique Galley
- 1981 : La Princesse lointaine, téléfilm de Jean-Pierre Prévost : Mélissinde
- 1981 : Douchka, téléfilm de Jean-Paul Sassy : Douchka
- 1993 : Point d'orgue, téléfilm de Paul Vecchiali : Véronique
- 1997 : Inspecteur Moretti, épisode « La Maison brûlée » : Virginie Lévêque

## Doublage

### Films
- 1973 : La Barbe à papa : Addie Loggins (Tatum O'Neal)
- 1973 : Magnum Force : Sunny (Adele Yoshioka)
- 1977 : La Fièvre du samedi soir : Linda (Lisa Peluso) (1er doublage)
- 1978 : La Petite : Violet (Brooke Shields)
- 1979 : Manhattan : Tracy (Mariel Hemingway)
- 1979 : American Graffiti, la suite : Carol / Rainbow (Mackenzie Phillips)
- 1979 : Violences sur la ville : Alan (Brian Parker)
- 1980 : Bronco Billy : Doris Duke (Tanya Russell)
- 1980 : Le Bal de l'horreur : Kim Hammond (Jamie Lee Curtis)
- 1981 : Rien que pour vos yeux : Bibi Dahl (Lynn-Holly Johnson)
- 1982 : Meurtre au soleil : Linda Marshall (Emily Hone)
- 1984[n 1] : Birdy : Rosanne (Elizabeth Whitcraft) (1er doublage)
- 1988 : Big : Susan (Elizabeth Perkins)
- 1991 : Opération Condor : Momoko (Shōko Ikeda)
- 1992 : Une équipe hors du commun : Evelyn Gardner (Bitty Schram)
- 1994 : Wing Chun : Charmy (Catherine Hung)

#### Films d'animation
- 1973 : Robin des Bois : la grande sœur de Bobby

### Télévision

#### Téléfilm
- 1977 : Les Envoûtés : Weezie Sumner (Ann Dusenberry)

#### Séries télévisées
- Nakia Burrise dans :
  - Power Rangers : Mighty Mophin (1993-1994) : Tanya Sloan/Ranger Jaune
  - Power Rangers : Zeo (1996) : Tanya Sloan/Ranger Zeo Jaune
  - Power Rangers : Turbo (1997) : Tanya Sloan/Ranger Turbo Jaune
- Faith Ford dans :
  - Murphy Brown (1988-1998) : Corky Sherwood
  - Maggie Winters (1998-1999) : Maggie Winters
- Melissa Gilbert dans :
  - La Petite Maison dans la prairie (1974-1983) : Laura Ingalls Wilder[n 2]
  - Secrets and Lies : Lisa Daly
- 1979-1988 : Drôle de vie : Dorothy « Tootie » Ramsey (Kim Fields) (1re voix)
- 1992 : Code Quantum : Kiki Wilson (Jennifer Aniston) (saison 5, épisode 4)
- 1994-2004 : Friends : Tilly (Mary Gallagher)
- 1997-2007 : Stargate SG-1 : Kegan (Kim Hawthorne) (épisode 4.10)
- 1999-2004 : Les Parker : Veronica Cooper (Paulette Braxton)
- 2001-2015 : Degrassi : La Nouvelle Génération : Ashley Kerwin (Melissa McIntyre)
- 2004 : Desperate Housewives : Jennie (Sarah Zimmerman) (épisode 8.19)

#### Séries d'animation
- 1978-1979[n 3] : Gatchaman, le combat des galaxies : Kelly Janar (doublage TV)
- 1982-1984[n 4] : L'Académie des ninjas : Mandoline
- 1986 : Il était une fois... la Vie : lieutenant Psi, Globine, Pierrette, petite Pierrette (Voix de remplacement)
- 1986-1987 : Les Petits Malins : Fanny / Ricky / Skippy
- 1987-1991 : Nicky Larson : Annie
- 1988-1990 : Denver, le dernier dinosaure : voix additionnelles
- 1991 : Pro Stars : Denise
- 1992-1993 : Graine de champion : Claire
- 2002 : La Légende de Tarzan : Hazel